# Antoni Martorell i Miralles
Antoni Martorell i Miralles (Montuïri, 9 de març de 1913 - Palma, 18 de febrer de 2009) fou un sacerdot Franciscà TOR, pedagog i músic mallorquí.
De família camperola, estudià solfeig i piano al conservatori de València i cant gregorià a Roma. Ordenat sacerdot, va ser organista i director de música en la Basílica de Santa Susanna durant 38 anys. Des de 1964 a 1982 va ser membre i més tard director de la Comissió Pontifícia de Música Sacra de la diòcesi de Roma, nomenat pel papa Pau VI. Va ser fundador i director dels Cursos d'actualització musical en la Universitat Lateranum durant 13 anys. A Palma va ser el fundador i director de les Setmanes de Pastoral Musical (1972-1982). L'any 1985 fou declarat fill il·lustre de Montuïri i se li dedicà el carrer on havia nascut. El 1989 entrà com a membre a la Reial Acadèmia de les Belles Arts de Sant Sebastià. Va participar activament en congressos, trobades, conferències, mitjançant articles, ponències i simpòsiums.
Se'l considera un pioner en la renovació del cant litúrgic en mallorquí. El 1999 va rebre la Medalla d'Or de la Comunitat Autònoma de les Illes Balears. El 2002 fou investit doctor honoris causa per la Universitat de les Illes Balears en un acte a l'església parroquial de la seva vila natal i el 2004 va ser batle del Puig. El novembre de 2008 oferí la ponència inaugural de les Primeres Jornades d'Estudis Local de Montuïri sobre els cossiers de Montuïri.
Morí el 18 de febrer de 2009 a Palma (Mallorca), a l'edat de noranta-cinc anys, després d'haver estat ingressat uns dies a l'Hospital de Son Dureta arran d'una caiguda el 16 de gener. Les exèquies es van dur a terme a les 16h del mateix dia a La Porciúncula de s'Arenal, mentre que el funeral s'oficià a l'Església de Sant Francesc de Palma l'endemà a les 20h. La localitat de Montuïri, poble natal del Pare Martorell, celebrà un funeral el diumenge 22 de febrer amb l'actuació dels Cossiers. Aquest fet és quasi insòlit, ja que són contades les ocasions en què la dansa es realitza fora de les festes patronals i només havien ballat en un altre funeral l'any 1988, el del flabioler Joan "Niu"
El 24 d'agost de 2010, coincidint amb les festes de Sant Bartomeu de Montuïri, es va inaugurar un monument al pare Martorell. L'autor del bust és Damià Ramis, fill de Remígia Caubet, i està situada al lloc anomenat els Graons entre la plaça Major i l'església.

## Obres
- Aires del Terrer
- Sol ixent
- Sempreviva
- Danses populars de les Illes Balears